# Prunus discadenia
Prunus discadenia es una especie de planta del género Prunus, perteneciente a la familia Rosaceae.

## Taxonomía
Prunus discadenia fue descrita por Bernhard Adalbert Emil Koehne en 1912.

## Distribución
Se encuentra en el territorio centro-norte, centro-sur y sudeste de China.